# Fed Cup 2010 Zona Euro-Africana
La Zona Euro-Africana (Europe/Africa Zone) è una delle 3 divisioni zonali nell'ambito della Fed Cup 2010.
Essa è a sua volta suddivisa in tre gruppi (Group I, Group II, Group III) formati rispettivamente da 16, 8 e 7 squadre, inserite in tali gruppi in base ai risultati ottenuti l'anno precedente. Questi tre gruppi sono vere e proprie categorie aventi un rapporto gerarchico fra di loro: obiettivo dei partecipanti al Gruppo III è quello di venire promossi al Gruppo II, dei partecipanti al Gruppo II quello di venir promossi al Gruppo I e altresì di evitare la retrocessione al Gruppo III, infine quello dei partecipanti al Gruppo I è quello di venir promossi al Gruppo Mondiale II e, parimenti, evitare la retrocessione al Gruppo II.
Il Gruppo III della zona Euro-Africana è l'ultima categoria nell'ordine, pertanto in quella categoria non sono previste retrocessioni.

## Gruppo I
- Sede: Complexo de Tenis do Jamor, Lisbona, Portogallo (cemento indoor)
- Periodo: Prima settimana di febbraio

Le 16 squadre vengono inserite in quattro gironi (Pool) da 4 squadre ciascuno. Le quattro squadre classificatesi al primo posto di ciascun girone prendono parte a degli spareggi per stabilire le 2 nazioni che avranno il diritto di partecipare ai World Group II Play-offs e quindi tentare la promozione al World Group II.

Le 4 squadre classificatesi all'ultimo posto di ciascun girone prendono parte a dei play-out, in cui le due perdenti vengono retrocesse nel Group II della Zona Euro-Africana per l'edizione del 2011.

### Gruppi
|   | Pool A (Dettagli) | Slovenia (bandiera) | Paesi Bassi (bandiera) | Israele (bandiera) | Bulgaria (bandiera) |   |                  | Pool B (Dettagli) | Svizzera (bandiera) | Croazia (bandiera) | Romania (bandiera) | Portogallo (bandiera) |
| 1 | Slovenia (2-1)    |                     | 2-1                    | 2-1                | 1-2                 | 1 | Svizzera (3-0)   |                   | 2-1                 | 3-0                | 3-0                |                       |
| 2 | Paesi Bassi (2-1) | 1-2                 |                        | 3-0                | 2-1                 | 2 | Romania (2-1)    | 1-2               |                     | 2-1                | 2-1                |                       |
| 3 | Israele (1-2)     | 1-2                 | 0-3                    |                    | 2-1                 | 3 | Croazia (1-2)    | 0-3               | 1-2                 |                    | 2-1                |                       |
| 4 | Bulgaria (1-2)    | 2-1                 | 1-2                    | 1-2                |                     | 4 | Portogallo (0-3) | 0-3               | 1-2                 | 1-2                |                    |                       |

|   | Pool C (Dettagli) | Svezia (bandiera) | Ungheria (bandiera) | Danimarca (bandiera) | Lettonia (bandiera) |   |                            | Pool D (Dettagli) | Austria (bandiera) | Gran Bretagna (bandiera) | Bielorussia (bandiera) | Bosnia ed Erzegovina (bandiera) |
| 1 | Svezia (3-0)      |                   | 3-0                 | 2-1                  | 2-1                 | 1 | Austria (2-0)              |                   | 3-0                | 2-1                      | 3-0                    |                                 |
| 2 | Ungheria (2-1)    | 0-3               |                     | 2-1                  | 2-1                 | 2 | Regno Unito (1-1)          | 0-3               |                    | 2-1                      | 3-0                    |                                 |
| 3 | Danimarca (1-2)   | 1-2               | 1-2                 |                      | 2-1                 | 3 | Bielorussia (0-2)          | 1-2               | 1-2                |                          | 3-0                    |                                 |
| 4 | Lettonia (0-3)    | 1-2               | 1-2                 | 1-2                  |                     | 4 | Bosnia ed Erzegovina (0-2) | 0-3               | 0-3                | 0-3                      |                        |                                 |

### Play-off
Per maggiori informazioni e una spiegazione più dettagliata clicca qui
- 6 febbraio 2010

| Posizione     | Squadra vincitrice | Risultato | Squadra sconfitta    |
| ------------- | ------------------ | --------- | -------------------- |
| 1°-4°         | Svezia             | 3-0       | Austria              |
| 1°-4°         | Slovenia           | 3-0       | Svizzera             |
| 5°-8°         | Paesi Bassi        | 2-1       | Regno Unito          |
| 5°-8°         | Romania            | 2-1       | Ungheria             |
| 9°-12°        | Israele            | 2-1       | Danimarca            |
| 9°-12°        | Bielorussia        | 2-1       | Croazia              |
| Retrocessione | Bulgaria           | 2-1       | Portogallo           |
| Retrocessione | Lettonia           | 3-0       | Bosnia ed Erzegovina |

- Svezia e Slovenia ammesse agli spareggi del Gruppo Mondiale II.
- Portogallo e Bosnia-Erzegovina retrocesse al Gruppo II nel 2011.

## Gruppo II
- Sede: Orange Fitness & Tennis Club, Erevan, Armenia (terra rossa outdoor)
- Data: Settimana del 26 aprile

Le 8 squadre vengono suddivise in due gironi (Pool) da 4 squadre ciascuno. La prima classificata di ciascuno dei due gironi gioca uno spareggio contro la seconda dell'altro girone per determinare quali due squadre verranno promosse nel Gruppo I della zona Euro-Africana nel 2011. Le ultime classificate di ciascun girone vengono retrocesse nel Gruppo III della zona Euro-Africana nel 2011.
|   | Pool A (Dettagli)   | Grecia (bandiera) | Lussemburgo (bandiera) | Sudafrica (bandiera) | Liechtenstein (bandiera) |   |                 | Pool B (Dettagli) | Finlandia (bandiera) | Georgia (bandiera) | Norvegia (bandiera) | Armenia (bandiera) |
| 1 | Grecia (3-0)        |                   | 2-1                    | 2-0                  | 3-0                      | 1 | Finlandia (3-0) |                   | 2-1                  | 2-0                | 2-1                 |                    |
| 2 | Lussemburgo (2-1)   | 1-2               |                        | 2-1                  | 2-0                      | 2 | Georgia (2-1)   | 1-2               |                      | 3-0                | 2-0                 |                    |
| 3 | Sudafrica (1-2)     | 0-2               | 1-2                    |                      | 2-1                      | 3 | Norvegia (1-2)  | 0-2               | 0-3                  |                    | 2-1                 |                    |
| 4 | Liechtenstein (0-3) | 0-3               | 0-2                    | 1-2                  |                          | 4 | Armenia (0-3)   | 1-2               | 0-2                  | 1-2                |                     |                    |

### Spareggi promozione
| Georgia 0 | Orange Fitness & Tennis Club, Erevan, Armenia 1º maggio 2010 Terra rossa outdoor | Orange Fitness & Tennis Club, Erevan, Armenia 1º maggio 2010 Terra rossa outdoor | Grecia 2 |      |     |  |
| \| \| \| \| 1 \| 2 \| 3 \| \| \| - \| \| ------------------------------- \| --- \| ---- \| --- \| \| \| 1 \| \| Sofia Shapatava Anna Gerasimou \| 4 6 \| 3 6 \| \| \| \| 2 \| \| Anna Tatišvili Eléni Daniilídou \| 6 2 \| 62 7 \| 2 6 \| \| \| 3 \| \| \| \| \| \| \| |                                                                                  |                                                                                  |          |      |     |  |
| |                                                                                  |                                                                                  | 1        | 2    | 3   |  |
| 1 | Georgia (bandiera) · Grecia (bandiera)                                           | Sofia Shapatava Anna Gerasimou                                                   | 4 6      | 3 6  |     |  |
| 2 | Georgia (bandiera) · Grecia (bandiera)                                           | Anna Tatišvili Eléni Daniilídou                                                  | 6 2      | 62 7 | 2 6 |  |
| 3 | Georgia (bandiera) · Grecia (bandiera)                                           |                                                                                  |          |      |     |  |

| Lussemburgo 2 | Orange Fitness & Tennis Club, Erevan, Armenia 1º maggio 2010 Terra rossa outdoor | Orange Fitness & Tennis Club, Erevan, Armenia 1º maggio 2010 Terra rossa outdoor | Finlandia 1 |      |      |  |
| \| \| \| \| 1 \| 2 \| 3 \| \| \| - \| \| --------------------------------------------------------- \| --- \| ---- \| ---- \| \| \| 1 \| \| Anne Kremer Piia Suomalainen \| 3 6 \| 2 6 \| \| \| \| 2 \| \| Mandy Minella Emma Laine \| 3 6 \| 7 65 \| 6 1 \| \| \| 3 \| \| Anne Kremer / Mandy Minella Emma Laine / Piia Suomalainen \| 2 6 \| 6 3 \| 10 6 \| \| |                                                                                  |                                                                                  |             |      |      |  |
| |                                                                                  |                                                                                  | 1           | 2    | 3    |  |
| 1 | Lussemburgo (bandiera) · Finlandia (bandiera)                                    | Anne Kremer Piia Suomalainen                                                     | 3 6         | 2 6  |      |  |
| 2 | Lussemburgo (bandiera) · Finlandia (bandiera)                                    | Mandy Minella Emma Laine                                                         | 3 6         | 7 65 | 6 1  |  |
| 3 | Lussemburgo (bandiera) · Finlandia (bandiera)                                    | Anne Kremer / Mandy Minella Emma Laine / Piia Suomalainen                        | 2 6         | 6 3  | 10 6 |  |

- Grecia e Lussemburgo promosse al Gruppo I.

### Spareggi retrocessione
| Norvegia 0 | Orange Fitness & Tennis Club, Erevan, Armenia 1º maggio 2010 Terra rossa outdoor | Orange Fitness & Tennis Club, Erevan, Armenia 1º maggio 2010 Terra rossa outdoor | Liechtenstein 2 |     |   |  |
| \| \| \| \| 1 \| 2 \| 3 \| \| \| - \| \| ----------------------------- \| ---- \| --- \| - \| \| \| 1 \| \| Emma Flood Marina Novak \| 62 7 \| 1 6 \| \| \| \| 2 \| \| Ulrikke Eikeri Stephanie Vogt \| 4 6 \| 5 7 \| \| \| \| 3 \| \| \| \| \| \| \| |                                                                                  |                                                                                  |                 |     |   |  |
| |                                                                                  |                                                                                  | 1               | 2   | 3 |  |
| 1 | Norvegia (bandiera) · Liechtenstein (bandiera)                                   | Emma Flood Marina Novak                                                          | 62 7            | 1 6 |   |  |
| 2 | Norvegia (bandiera) · Liechtenstein (bandiera)                                   | Ulrikke Eikeri Stephanie Vogt                                                    | 4 6             | 5 7 |   |  |
| 3 | Norvegia (bandiera) · Liechtenstein (bandiera)                                   |                                                                                  |                 |     |   |  |

| Armenia 2 | Orange Fitness & Tennis Club, Erevan, Armenia 1º maggio 2010 Terra rossa outdoor | Orange Fitness & Tennis Club, Erevan, Armenia 1º maggio 2010 Terra rossa outdoor | Sudafrica 1 |      |      |  |
| \| \| \| \| 1 \| 2 \| 3 \| \| \| - \| \| --------------------------------------------------------------------- \| --- \| ---- \| ---- \| \| \| 1 \| \| Anna Movsisyan Christi Potgieter \| 5 7 \| 7 65 \| 6 3 \| \| \| 2 \| \| Ani Amiraghyan Chanel Simmonds \| 4 6 \| 4 6 \| \| \| \| 3 \| \| Anna Movsisyan / Liudmila Nikoyan Christi Potgieter / Chanel Simmonds \| 6 3 \| 1 6 \| 10 8 \| \| |                                                                                  |                                                                                  |             |      |      |  |
| |                                                                                  |                                                                                  | 1           | 2    | 3    |  |
| 1 | Armenia (bandiera) · Sudafrica (bandiera)                                        | Anna Movsisyan Christi Potgieter                                                 | 5 7         | 7 65 | 6 3  |  |
| 2 | Armenia (bandiera) · Sudafrica (bandiera)                                        | Ani Amiraghyan Chanel Simmonds                                                   | 4 6         | 4 6  |      |  |
| 3 | Armenia (bandiera) · Sudafrica (bandiera)                                        | Anna Movsisyan / Liudmila Nikoyan Christi Potgieter / Chanel Simmonds            | 6 3         | 1 6  | 10 8 |  |

- Norvegia e Sudafrica retrocesse al Gruppo III.

## Gruppo III
- Sede: Smash Tennis Academy, Il Cairo, Egitto (terra rossa outdoor)
- Data: Settimana del 19 aprile

Le 7 squadre (in origine 10) vengono divise in due gironi (Pool) rispettivamente da 3 e 4 squadre ciascuno. Successivamente le prime due di ciascun girone disputano le semifinali a incrocio (la prima del Pool A contro la seconda del Pool B e viceversa) e le due vincitrici vengono promosse nel Gruppo II della zona Euro-Africana nel 2011.

Angola, Namibia e Islanda si sono ritirate prima dell'inizio della competizione.
|   | Pool A (Dettagli) | Turchia (bandiera) | Egitto (bandiera) | Moldavia (bandiera) |
| 1 | Turchia           |                    | 3-0               | 3-0                 |
| 2 | Egitto            | 0-3                |                   | 3-0                 |
| 3 | Moldavia          | 0-3                | 0-3               |                     |

|   | Pool B (Dettagli) | Marocco (bandiera) | Algeria (bandiera) | Irlanda (bandiera) | Malta (bandiera) |
| 1 | Marocco           |                    | 3-0                | 3-0                | 3-0              |
| 2 | Algeria           | 0-3                |                    | 2-1                | 2-1              |
| 3 | Irlanda           | 0-3                | 1-2                |                    | 3-0              |
| 4 | Malta             | 0-3                | 0-3                | 0-3                |                  |

### Spareggi promozione
| Egitto 0 | Smash Tennis Academy, Il Cairo, Egitto 24 aprile 2010 Terra rossa outdoor | Smash Tennis Academy, Il Cairo, Egitto 24 aprile 2010 Terra rossa outdoor | Marocco 2 |     |   |  |
| \| \| \| \| 1 \| 2 \| 3 \| \| \| - \| \| ------------------------------- \| --- \| --- \| - \| \| \| 1 \| \| Magy Aziz Nadia Lalami \| 3 6 \| 3 6 \| \| \| \| 2 \| \| Ola Abou Zekry Fatima El Allami \| 2 6 \| 2 6 \| \| \| \| 3 \| \| \| \| \| \| \| |                                                                           |                                                                           |           |     |   |  |
| |                                                                           |                                                                           | 1         | 2   | 3 |  |
| 1 | Egitto (bandiera) · Marocco (bandiera)                                    | Magy Aziz Nadia Lalami                                                    | 3 6       | 3 6 |   |  |
| 2 | Egitto (bandiera) · Marocco (bandiera)                                    | Ola Abou Zekry Fatima El Allami                                           | 2 6       | 2 6 |   |  |
| 3 | Egitto (bandiera) · Marocco (bandiera)                                    |                                                                           |           |     |   |  |

| Algeria 0 | Smash Tennis Academy, Il Cairo, Egitto 24 aprile 2010 Terra rossa outdoor | Smash Tennis Academy, Il Cairo, Egitto 24 aprile 2010 Terra rossa outdoor | Turchia 3 |     |   |  |
| \| \| \| \| 1 \| 2 \| 3 \| \| \| - \| \| --------------------------------------------------------------- \| --- \| --- \| - \| \| \| 1 \| \| Assia Halo Pemra Özgen \| 0 6 \| 2 6 \| \| \| \| 2 \| \| Fatima Zorah Bouabdallah Çağla Büyükakçay \| 1 6 \| 1 6 \| \| \| \| 3 \| \| Nihel Adjali / Fatima Zohra Boukezzi Pemra Özgen / İpek Şenoğlu \| 1 6 \| 0 6 \| \| \| |                                                                           |                                                                           |           |     |   |  |
| |                                                                           |                                                                           | 1         | 2   | 3 |  |
| 1 | Algeria (bandiera) · Turchia (bandiera)                                   | Assia Halo Pemra Özgen                                                    | 0 6       | 2 6 |   |  |
| 2 | Algeria (bandiera) · Turchia (bandiera)                                   | Fatima Zorah Bouabdallah Çağla Büyükakçay                                 | 1 6       | 1 6 |   |  |
| 3 | Algeria (bandiera) · Turchia (bandiera)                                   | Nihel Adjali / Fatima Zohra Boukezzi Pemra Özgen / İpek Şenoğlu           | 1 6       | 0 6 |   |  |

- Marocco e Turchia promosse al Gruppo II.

### 5º-6º posto
| Irlanda 2 | Smash Tennis Academy, Il Cairo, Egitto 24 aprile 2010 Terra rossa outdoor | Smash Tennis Academy, Il Cairo, Egitto 24 aprile 2010 Terra rossa outdoor | Moldavia 1 |     |      |  |
| \| \| \| \| 1 \| 2 \| 3 \| \| \| - \| \| ------------------------------------------------------------------ \| ---- \| --- \| ---- \| \| \| 1 \| \| Niamh Coveney Olga Terteac \| 2 6 \| 0 6 \| \| \| \| 2 \| \| Julia Moriarty Julia Helbet \| 6 2 \| 6 1 \| \| \| \| 3 \| \| Lynsey McCullough / Julia Moriarty Julia Helbet / Alexandra Perper \| 7 65 \| 4 6 \| 7 64 \| \| |                                                                           |                                                                           |            |     |      |  |
| |                                                                           |                                                                           | 1          | 2   | 3    |  |
| 1 | Irlanda (bandiera) · Moldavia (bandiera)                                  | Niamh Coveney Olga Terteac                                                | 2 6        | 0 6 |      |  |
| 2 | Irlanda (bandiera) · Moldavia (bandiera)                                  | Julia Moriarty Julia Helbet                                               | 6 2        | 6 1 |      |  |
| 3 | Irlanda (bandiera) · Moldavia (bandiera)                                  | Lynsey McCullough / Julia Moriarty Julia Helbet / Alexandra Perper        | 7 65       | 4 6 | 7 64 |  |